# Penantian (Jarai)
Penantian is een bestuurslaag in het regentschap Lahat van de provincie Zuid-Sumatra, Indonesië. Penantian telt 1646 inwoners (volkstelling 2010).